# Edith M. Flanigen
Edith Marie Flanigen (Búfalo, Nueva York, 28 de enero de 1929) es una química estadounidense, conocida por su trabajo en la síntesis de las esmeraldas, y posteriormente el trabajo con zeolitas para tamices moleculares en la empresa Union Carbide. Fue la primera mujer en recibir la Medalla Perkin en 1992. Flanigen obtuvo una maestría en química y física inorgánica en la Universidad de Siracusa en 19523

## Infancia y educación
Edith Marie y sus dos hermanas, Joan y Jane, se iniciaron en la química por su profesora de escuela secundaria, la hermana Mary. Las tres se fueron a estudiar química a D'Youville College bajo la guía de Dorothea Fitzgerald, que fue responsable de todos los cursos de química. Flanigen se graduó como la mejor estudiante.
Joan y Edith estudiaron una maestría en química en la Universidad de Syracuse. Flanigen recibió una Maestría en química física inorgánica en 1952.

## Carrera
En 1952, se unió a la compañía Union Carbide. Su trabajo en un primer momento fue la identificación, purificación y extracción de diferentes polímeros de silicona. En 1956, se trasladó al grupo de que estudiaba tamices moleculares. En 1973, fue la primera mujer en Union Carbide en ser nombrada Investigador Asociado, y en 1986, Investigador Superior. Se trasladó a UOP (una empresa conjunta entre Union Carbide y Allied Signal) en 1988, donde fue nombrada Investigador Principal. Flanigen fue ascendida a UOP Socio en 1991 y se retiró en 1994.
Después de su carrera en UOP, y por lo menos hasta el año 2004, Flanigen se mantuvo activa profesionalmente, incluyendo trabajos como consultora de UOP. En su carrera de 42 años como asociada en Union Carbide, inventó más de 200 diferentes sustancias sintéticas, fue autora o coautora de más de 36 publicaciones, y registró al menos 109 patentes.

## Química

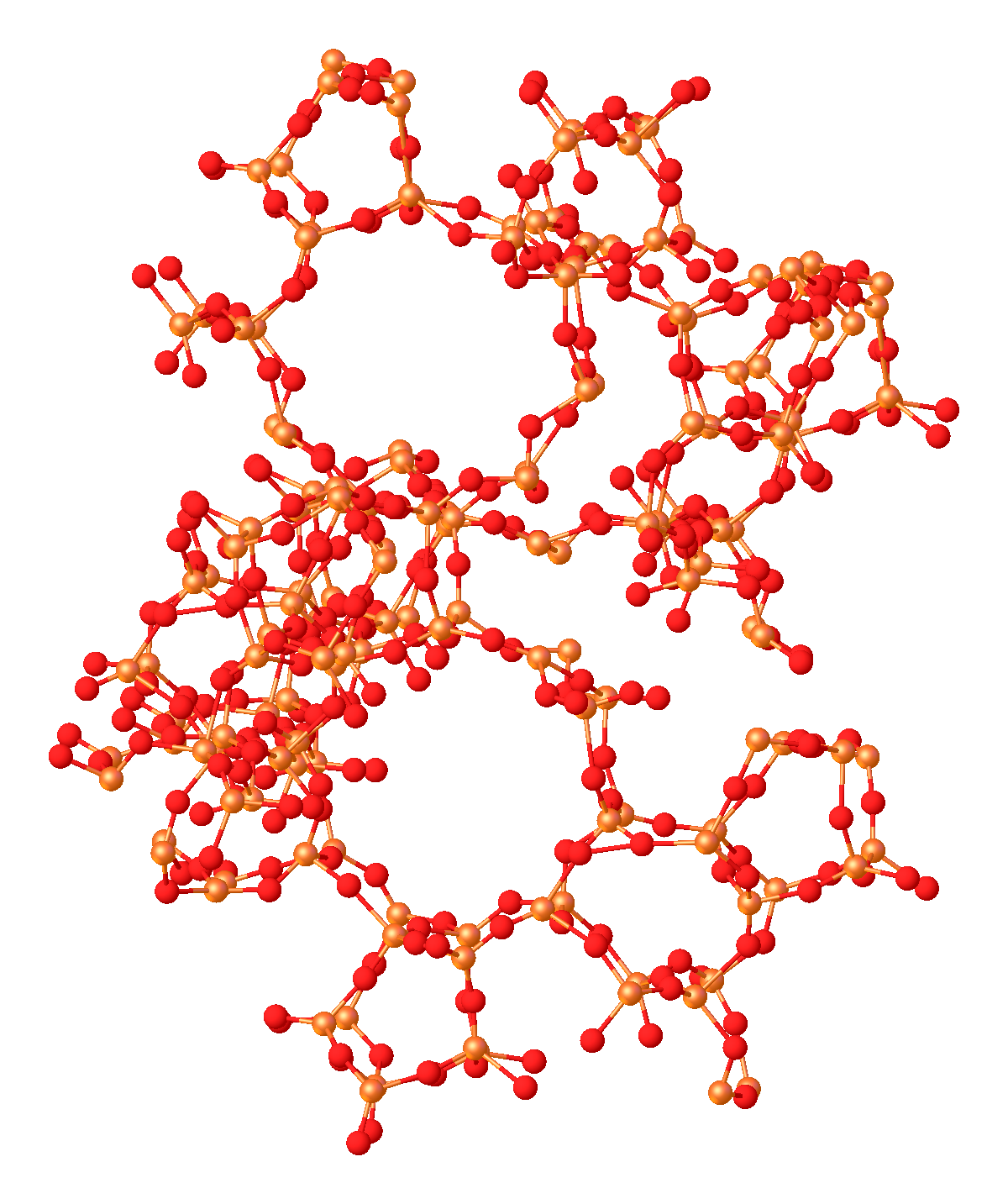
Estructura de silicalita, constituida por un sistema de canales, formados por prismas.

En 1956 comenzó a trabajar en tamices moleculares. Los tamices moleculares son compuestos cristalinos con poros de tamaño molecular que pueden filtrar o separar las sustancias muy complejas. Flanigen hizo contribuciones sustanciales al desarrollo de productos de zeolita Y (Faujasita), un tamiz molecular específico para refinar petróleo de manera eficiente. Posteriormente la zeolita Y fue superada por la zeolita X. Cuando se refina "petróleo crudo", hay que separarlo en diferentes partes, o fracciones. La gasolina es una de las muchas fracciones que provienen de refinación de petróleo. Las zeolitas de Flanigen se utilizan como catalizadores, una sustancia que mejora las reacciones químicas. La zeolita Y es un catalizador que aumenta la cantidad de fracción de gasolina a partir del petróleo, por lo que la refinación de petróleo más segura y productiva.
Además de su trabajo en tamices moleculares, Flanigen también co-inventó una esmeralda sintética, que Union Carbide produjo y vendió durante muchos años.

## Premios y reconocimientos
Flanigen ha sido galardonada con numerosos premios y distinciones. Fue, por ejemplo, la primera mujer en recibir la Medalla Perkin en 1992. También fue incluida en el Salón de la Fama de Inventores Nacionales en 2004.
En 2014, fue creado el Premio Edith Flanigen por el Centro de Investigación Cooperativa en la Universidad Humboldt de Berlín. El premio se otorga anualmente a una científica destacada en la primera etapa de su carrera. El primer premio fue otorgado a Natacha Krins por su trabajo en la Universidad de París, en 2015 el galardón recayó en Céline Chizalle, y en 2016 lo consiguió Julia Stähler, del Fritz Haber Institute of the Max Planck Society en Berlín.
El 20 de noviembre de 2014, el presidente Barack Obama galardonó a Flanigen con la Medalla Nacional de Tecnología e Innovación por sus contribuciones a la ciencia.

### Premios
- 1991 Chemical Pioneer Award del American Institute of Chemists.[9]
- 1992 Medalla Perkin  - Edith M. Flanigen es la primera mujer en recibir el Premio Perkin.
- 1993 Medalla Garvan-Olin.
- 2004 National Inventors Hall of Fame (NIHF).[2]
- 2004 Premio Lemelson MIT.[10]
- 2014 Medalla Nacional de Tecnología e Innovación.[8]